# Régiment Royal des Vaisseaux
Le régiment Royal des Vaisseaux est un régiment d'infanterie du royaume de France, créé en 1638 sous le nom de régiment des Vaisseaux, devenu sous la Révolution le 43e régiment d'infanterie de ligne.

## Création et différentes dénominations
- 13 mars 1638 : création du régiment des Vaisseaux
- 3 février 1640 : devient le régiment des Vaisseaux-Richelieu
- 10 mars 1644[note 1] : régiment des Vaisseaux-Mazarin
- 25 juin 1650 : régiment des Vaisseaux-Candale
- 11 avril 1658[note 2] : régiment des Vaisseaux-Mazarin
- 15 mars 1661[note 3] : régiment des Vaisseaux-Provence
- 20 septembre 1669 : renommé régiment Royal des Vaisseaux (alias Royal-Vaisseaux)
- 1er janvier 1791 : renommé 43e régiment d’infanterie de ligne

## Colonels et mestres de camp
- 13 mars 1638 : Henri d'Escoubleau de Sourdis[note 4]
- 3 février 1640 : Armand-Jean du Plessis, cardinal de Richelieu[note 5]
- 10 mars 1644 : Jules, cardinal de Mazarin[note 6]
- 25 juin 1650 : Louis-Charles de Nogaret de Foix, duc de Candale[note 7]
- 12 avril 1658 : Louis de Vendôme, duc de Mercœur[note 8]
- 20 septembre 1667 : Alexandre Le Bret
- 29 mars 1679 : Louis Potier de Gesvres, marquis de Gandelus[note 9]
- 24 avril 1689 : Louis, comte de Mailly[note 10]
- 29 avril 1692 : René, marquis de Nevet
- 16 juin 1699 : Hyacinthe de Montvalat, chevalier d'Entragues[note 11]
- 1er mars 1702 : Isaac Charles de La Rochefoucaud, comte de Montendre[note 12],[note 13].
- 27 août 1702 : Louis de Régnier, marquis de Guerchy[note 14]
- 14 juin 1705 : Thomas Le Gendre de Collandre[note 15]
- 6 mars 1719 : Pierre Aimé de Guiffrey, chevalier puis comte de Marcieu[note 16]
- 25 novembre 1734 : Claude Louis François de Régnier, comte de Guerchy[note 17]
- 26 mai 1745 : Jean-Baptiste Charles Hubert Bouchard d'Esparbès de Lussan, chevalier d'Aubeterre[note 18]
- 21 février 1746 : Louis Henri Bouchard d'Esparbès de Lussan, comte d'Aubeterre-La-Serre[note 19]
- 7 août 1747 : François Emery de Durfort, comte de Civrac[note 20]
- 30 novembre 1761 : Anne Pierre, marquis de Montesquiou[note 21]
- 28 juillet 1773 : Charles Pierre Hyacinthe, comte d'Ossun
- 10 mars 1788 : Frédéric Séraphin de La Tour du Pin-Paulin, marquis de Gouvernet
- 21 octobre 1791 : Louis Joseph Marie Rogon de Carcaradec
- 16 mai 1792 : Anselme de Sicard
- 4 septembre 1792 : François Vergès

## Historique des garnisons, combats et batailles du régiment

### Régiment des Vaisseaux (1638-1640)

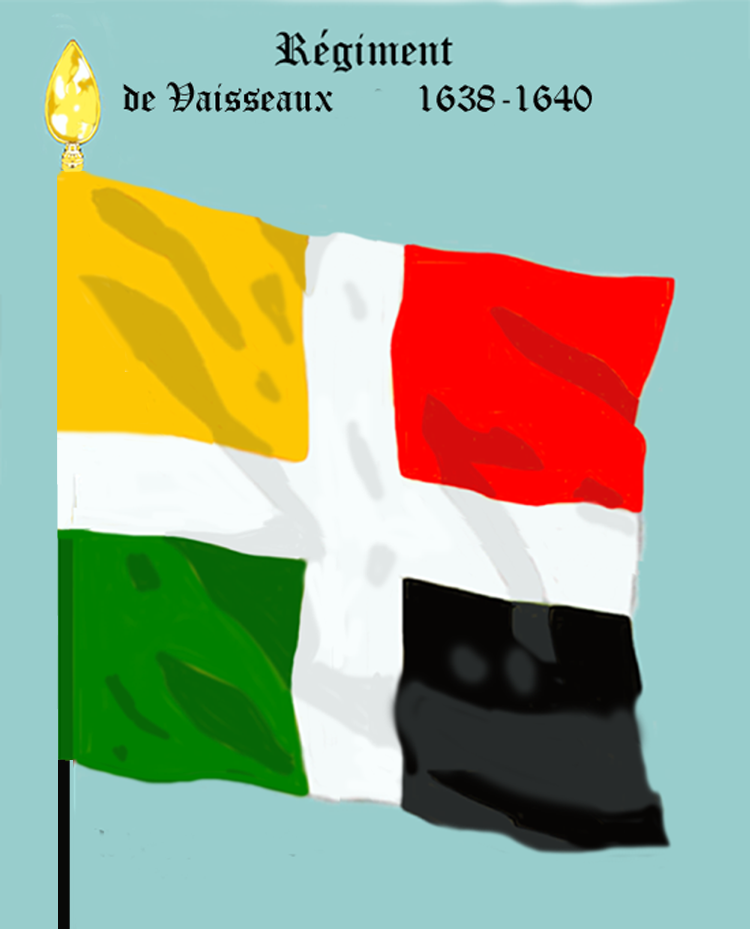
de 1638 à 1640

#### Guerre de Trente Ans
Ce régiment est levé par commission du 13 mars 1638 sous le nom de « régiment des Vaisseaux » et pour le service de mer, par Henri d'Escoubleau de Sourdis, archevêque de Bordeaux, l'un de ces prélats à moustaches de l'époque de Richelieu, qui réunissait à ses fonctions sacrées la charge de lieutenant général des armées navales.
À peine formé, il sert, dans le cadre de la guerre de Trente Ans sur la flotte de l'archevêque, qui était chargé de concourir avec le prince de Condé à une attaque de l'Espagne par les côtes de la Biscaye. Embarqué à La Rochelle, où, suivant toute apparence, il avait été organisé, il arriva, le 4 août, devant le port du Passage, se trouva, le 22, à la bataille navale de Gattari,, et descendit à terre pour faire le siège de Fontarabie. Rembarqué après cette opération, il participa à l'attaque de deux galions dans la rade de Laredo : 3 batteries de 6 pièces et 2 000 hommes défendaient la côte. Les 2 000 furent mis en fuite et les galions pillés. La ville de Laredo se rendit (en) le 14 août. Deux jours après, le régiment contribuait à la prise du fort Sant'Ogno. Rentré peu après à La Rochelle, le régiment passa l'hiver dans cette ville.
Le 18 mai 1639, il partit de la rade de Saint-Martin-de-Ré pour se rendre devant La Corogne. Arrivé le 8 juin en vue de ce port, il se trouva le même jour à un grand combat livré à quarante-cinq vaisseaux espagnols.

### Régiment des Vaisseaux-Richelieu (1640-1644)

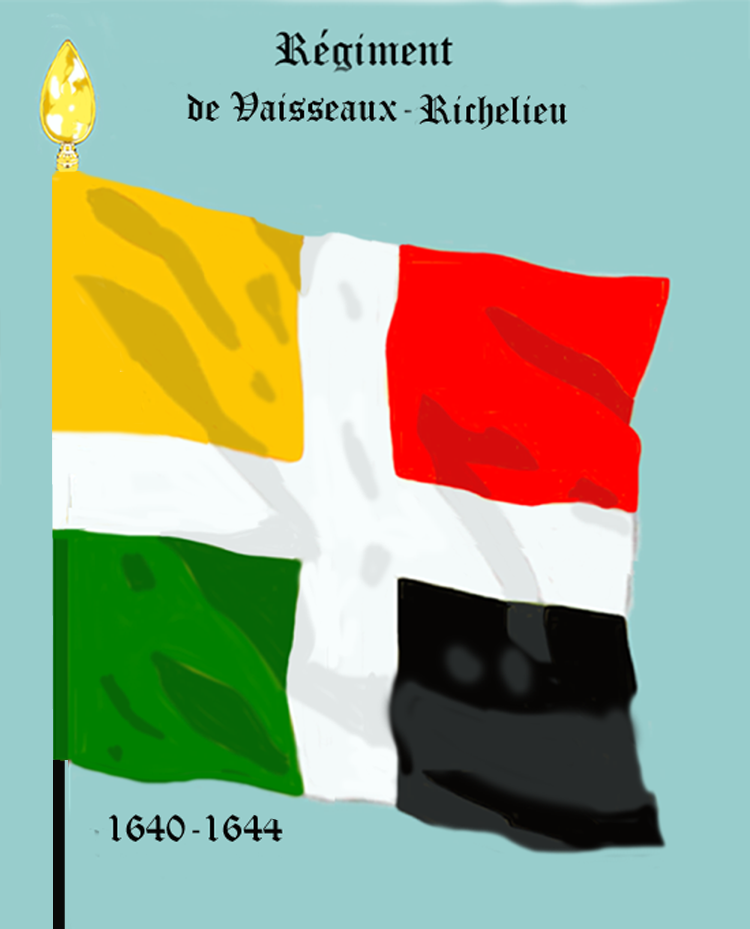
de 1640 à 1644

#### Guerre de Trente Ans
Au début de 1640, Richelieu, jaloux des succès maritimes de Henri d'Escoubleau de Sourdis l'archevêque de Bordeaux, disgracia ce prélat et le relégua à Carpentras. Il prit pour lui le régiment, qui devint alors « régiment des Vaisseaux-Richelieu », et l'envoya dans la Méditerranée. Arrivé au mois de juillet à Toulon, le régiment demeura le reste de l'année dans cette ville.
En 1641, il s'y embarque pour passer à Tarragone. Il prit part à quelques expéditions sur les côtes de Catalogne, puis il vint, en juin, contribuer à la prise d'Elne, en Roussillon.
En 1642, après la mort de Richelieu, il est réduit, par ordre du 30 août 1643, à une compagnie franche.

### Régiment des Vaisseaux-Mazarin (1644-1650)

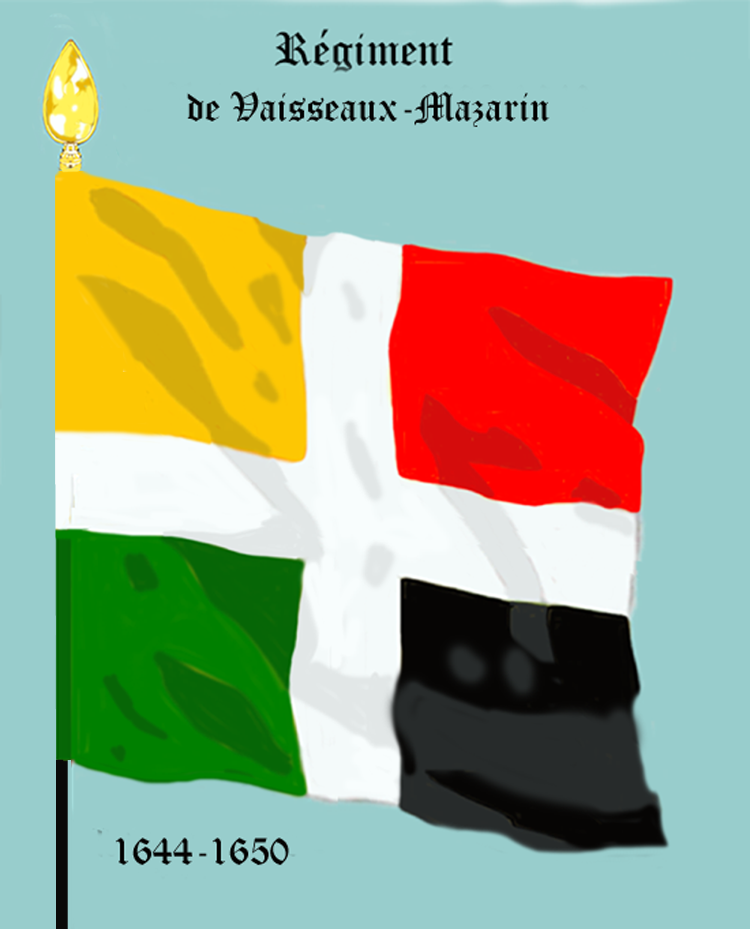
de 1644 à 1650

#### Guerre de Trente Ans
le 10 mars 1644, Jules Mazarin le rétablit pour lui, sous le nom de « régiment des Vaisseaux-Mazarin » , avec des compagnies tirées des vieux régiments, et l'organise à Perpignan, où était restée la compagnie franche de la première formation. Le régiment a constamment tenu garnison à Perpignan jusqu'à l'année 1654. Deux membres de la maison de Noailles, le comte François de Noailles et son fils le baron Anne, le commandèrent successivement en qualité de mestres de camp lieutenants, le premier du 25 mars 1644 au 1er février 1646, le second depuis cette dernière date jusqu'au 25 juin 1650. En 1648, on y incorpore le régiment du Breuil, qui tenait également garnison à Perpignan.

### Régiment des Vaisseaux-Candale (1650-1658)

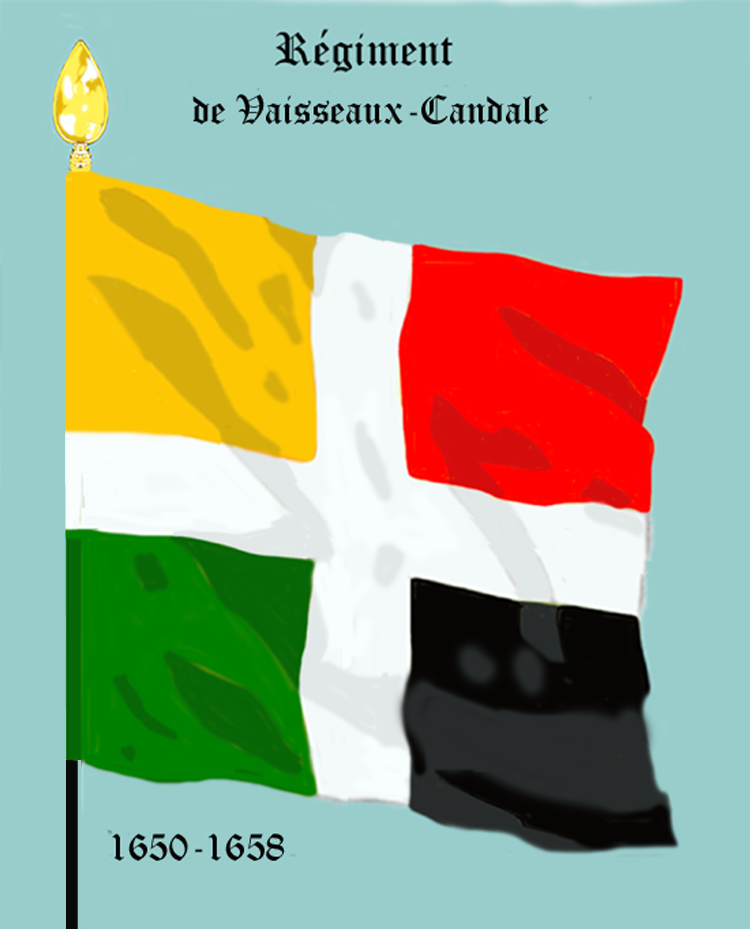
de 1650 à 1658

#### Guerre franco-espagnole
Lorsque Mazarin, battu un instant par la Fronde, quitta le royaume, en 1650, le régiment fut donné au duc de Candale, fils du duc d'Épernon, colonel général de l'infanterie. Louis-Charles de Nogaret de Foix, duc de Candale. Sous ce nouveau chef, il prit le nom « régiment des Vaisseaux-Candale » et l'attache du colonel général. Par la suite, il eut une compagnie colonelle, un lieutenant-colonel et un drapeau blanc. Ce premier lieutenant-colonel fut Georges du Breuil, qui avait été mestre de camp du régiment incorporé en 1648. Le duc de Candale, qui possédait déjà un régiment, levé en 1649, en réunit les compagnies au régiment des Vaisseaux.
En 1654, le régiment sorti enfin de Perpignan et prit une part active aux guerres du Roussillon et de la Catalogne. Dans cette campagne, il se trouva à la prise de Villefranche, au ravitaillement de Roses et au siège de Puycerda.
En 1655, le corps est à la prise du cap de Creus, aux prises de Cadaquès (ca) et de Castillon et à la Bataille de Solsona (ca).

### Régiment des Vaisseaux-Mazarin (1658-1661)

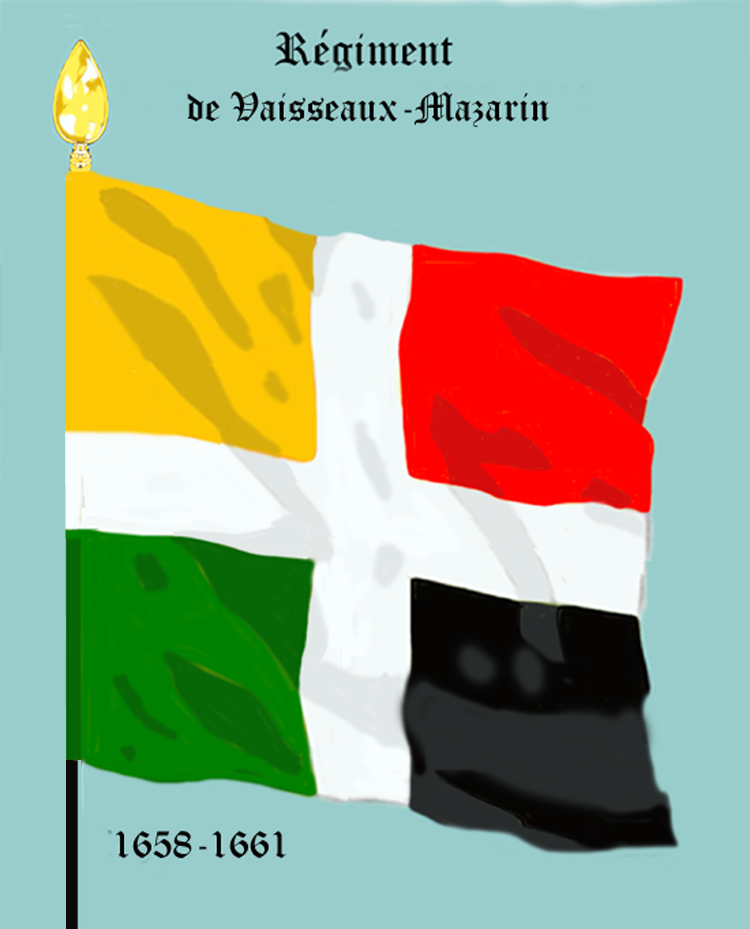
de 1658 à 1661

#### Guerre franco-espagnole
À la mort du duc de Candale, survenue en janvier 1658, le cardinal Mazarin avait repris le régiment, y avait redonné son nom, « régiment des Vaisseaux-Mazarin », et y avait établi, le 12 avril de la même année, en qualité de colonel-lieutenant, Le Bret.
En 1659, à son retour d'Espagne, il est placé dans les garnisons de la Provence.

### Régiment des Vaisseaux-Provence (1661-1669)

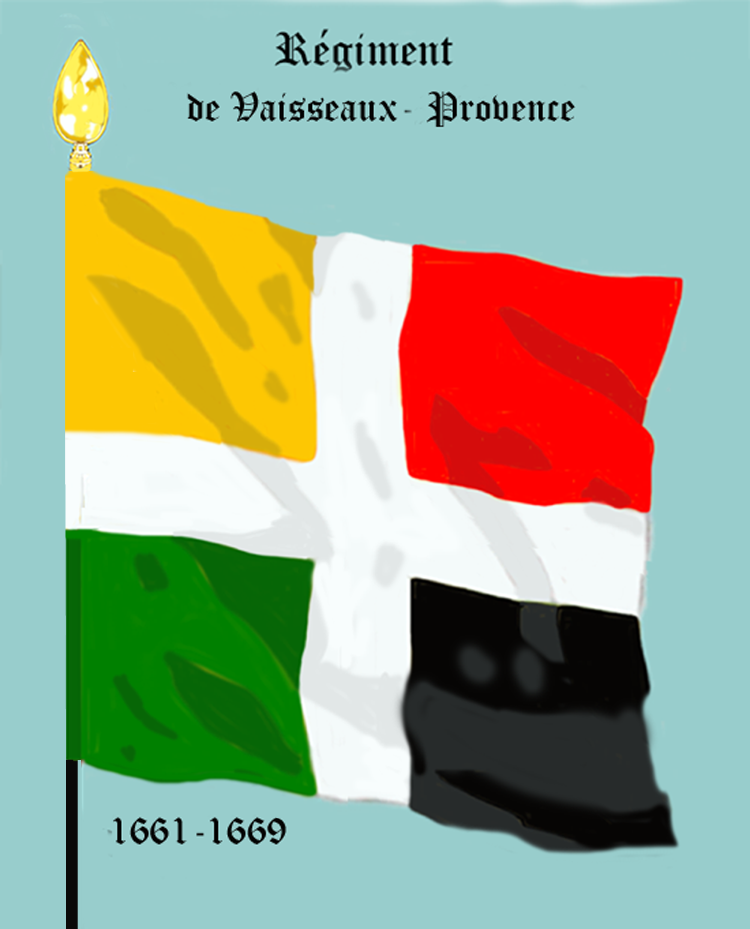
de 1667 à 1669

#### Affaire de la garde corse - Expédition de Djidjelli
A la mort du cardinal Mazarin, en 1661, l'unité prit le nom de « régiment de Vaisseaux-Provence », en raison, sans doute, de la province dans laquelle il stationnait, et dont son nouveau chef, le duc de Mercœur, était lieutenant général pour le roi.
A la fin de 1662, après la fameuse affaire du duc de Créquy à Rome, le « régiment de Vaisseaux-Provence » fut porté de 10 à 12
compagnies, et l'année suivante il passa en Italie avec le maréchal du Plessis-Praslin pour appuyer la demande de
réparation que le roi Louis XIV exigeait du pape Alexandre VII. Ce démêlé s'arrangea par le traité de Pise et le régiment revint en Provence.
En 1664, le régiment fournit 8 compagnies pour l'expédition de Djidjelli. Le régiment était rentré à Toulon avant la fin de l'année .

#### Guerre de Dévolution
En 1667, le « régiment de Vaisseaux-Provence » quitta la Provence pour se rendre à l'armée de Flandre. Il prit part aux sièges de Tournai, de Douai et de Lille, et resta en garnison à Douai. Un détachement de 250 hommes fut chargé d'escorter un convoi de bateaux, portant des munitions qui devaient descendre par la Scarpe et l'Escaut jusqu'à Tournai. Cette escorte est attaquée, à la hauteur de Saint-Amand, par des forces supérieures. Elle tint ferme, cependant, jusqu'à l'arrivée du colonel Le Bret, qui la suivait, avec de la cavalerie pour la soutenir. Après un combat fort vif, l'ennemi fut obligé de se retirer sans avoir pu enlever un seul bateau. Louis XIV ,
informé d'une si belle conduite, en marqua sa satisfaction à Le Bret, par une lettre qu'il eut ordre de lire au corps assemblé. Le roi y annonçait qu'en considération de ce fait d'armes et du service rendu en sauvant le convoi, il voulait être le colonel du régiment. Il lui accordait le grand état-major et ordonnait à son trésorier de compter sur-le-champ une gratification de 100 louis à chaque capitaine de l'escorte, 50 à chaque lieutenant, 3 à chaque sergent et 1 à chaque soldat. C'est ainsi que le régiment « régiment des Vaisseaux-Provence » devint « régiment Royal des Vaisseaux ».

### Régiment Royal des Vaisseaux (1669-1791)

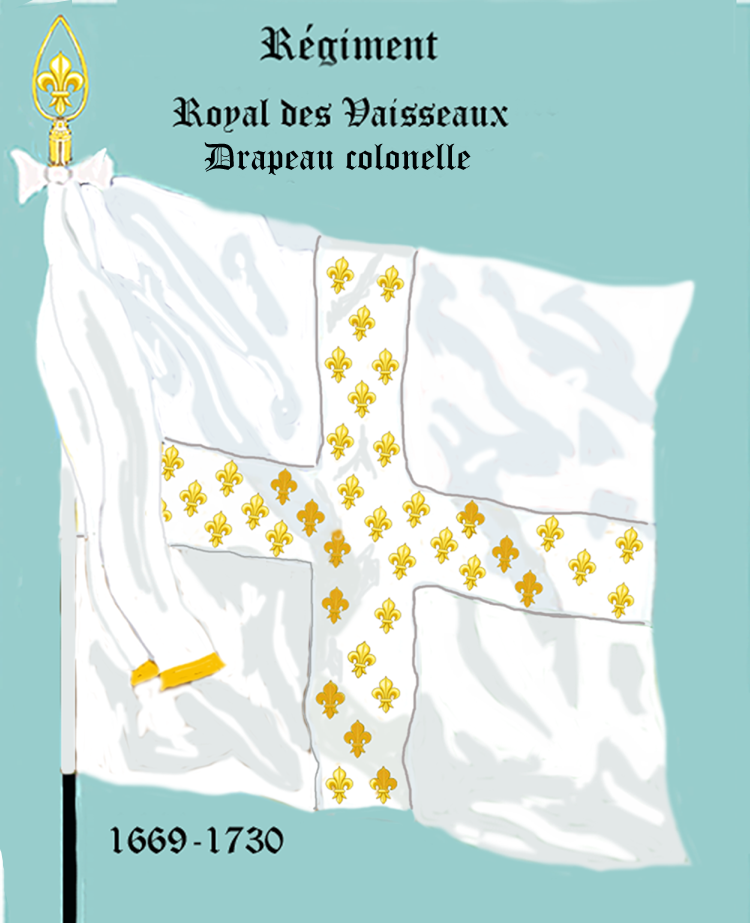
drapeau colonel de 1669 à 1730
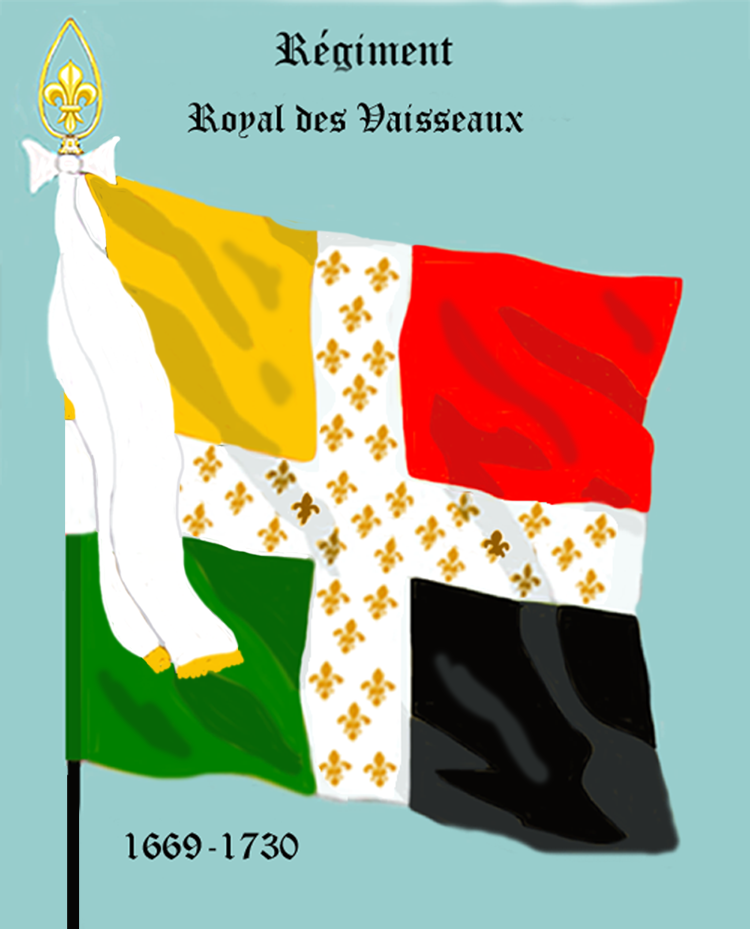
de 1669 à 1730

Le brevet de ce titre ne fut expédié que le 20 septembre 1669, après la mort du duc de Mercoeur, qui était devenu le cardinal de Vendôme, et qui était le 4e prélat que le régiment compta parmi ses colonels.
 C'est à ce moment que les drapeaux du corps, qui présentaient un quartier aurore, un quartier rouge, un quartier vert et un quartier noir, et probablement la figure d'un vaisseau au centre de la croix, reçurent l'ornement additionnel du semis de fleurs de lis d'or qui couvrait les branches de la croix. Quant au vaisseau de guerre, flottant sur une mer verte, au centre de la croix blanche, soit qu'il date de la création du régiment des Vaisseaux en 1638, soit qu'il ait été ajouté quand le corps est devenu royal en 1669, il donne lieu à une remarque importante : chacun de ses 5 mâts porte un pavillon, les pavillons de poupe, de beaupré et de misaine sont rouges; ceux du grand mât et du mât d'artimon sont bleus : aucun n'est blanc.
Le « régiment Régiment Royal des Vaisseaux », qui avait continué d'occuper la garnison de Douai, et qui avait eu l'honneur de manœuvrer devant le roi le 14 mai 1670, fut porté, en 1671, à 70 compagnies, comme les vieux corps.

#### Guerre de Hollande
Toutes ces compagnies prirent part à la campagne de 1672, en Hollande, et firent tous les sièges que le roi commanda en personne. Elles servirent aussi, sous le commandement du duc d'Orléans, à celui de Zutphen (nl), et, pendant l'hiver, elles suivirent Turenne en Westphalie.
En 1673, on trouve le régiment devant Maastricht. 
Au  début de 1674, le régiment contribua à la conquête de la Franche-Comté, et fut ensuite dirigé sur l'armée du prince de Condé et formait brigade avec le régiment du Roi à la bataille de Seneffe durant laquelle il eut de lourdes pertes. Le régiment alla se rétablir en Lorraine, rentra bientôt en campagne, contribua à la
prise de Remiremont et au succès de la journée d'Ensheim.
En janvier 1675, il combattit à Turckheim avec les régiments de La Marine et d'Orléans, et fut un des 4 régiments qui déterminèrent la déroute de l'ennemi, en passant audacieusement la Fecht sous un feu épouvantable. Il acheva cette campagne sur la Meuse et se trouva aux prises de Dinant, d'Huy et de Limbourg. Un de ses bataillons fut alors mis en garnison à Saint-Trond. 
En 1676, le régiment Royal-Vaisseaux est à l'armée de Flandre et fait les sièges de Condé et de Bouchain durant lequel il se distingue à l'attaque de la contrescarpe. En juillet, il passe sous les ordres du maréchal de Créquy, qui entreprend le siège d'Aire. Il avait, cette année, 3 compagnies à Philippsburg qui coopèrent à la défense de cette place. 
En 1677, le régiment débute par le siège de Valenciennes, puis il passe à celui de Saint-Omer, et se signale à la bataille de Cassel, où il était en première ligne. Le régiment acheva le siège de Saint-Omer, et fit ensuite celui de Saint-Ghislain. 
En 1678, il termina cette guerre, par la prise de Gand, puis par celle d'Ypres, par la bataille de Saint-Denis, dans laquelle il fut peu engagé, enfin, envoyé à l'armée d'Allemagne, par la prise de Kehl. Lemaréchal de Créquy repassa alors le Rhin et investit Strasbourg, où s'était réfugié le comte de Mercy. Le « régiment Royal-Vaisseaux » franchit l'Ill en croupe de la cavalerie, et prit
poste à La Robertsau. Il contribua à la prise des forts qui entouraient Strasbourg, et la paix définitive ayant été signée, il fut envoyé à Besançon. 

#### Guerre du sel
Il était en 1680 à Schelestadt, et en 1681 à Brisach. Il quitta cette ville au mois de septembre pour aller, avec le général Catinat, dans le cadre de la guerre du sel en Piémont (it) prendre possession de Casal. Rentré en France après cette expédition, il fut envoyé à Dunkerque, puis à Aire en 1683. 

#### Guerre des Réunions
Engagé dans la guerre des Réunions, cette même année, son 1er bataillon fit le siège de Courtrai. Pendant ce temps le 2e bataillon bloquait Luxembourg. 
En 1684, pendant le siège de cette place, le « régiment Royal-Vaisseaux » faisait partie du corps d'observation. Après la prise cette ville, il fut mis en garnison à Verdun. où le roi le passa en revue, le 18 mai 1687.

#### Guerre de la Ligue d'Augsbourg
En 1688, dans le cadre de la guerre de la Ligue d'Augsbourg, il se signala aux sièges de Philippsburg, de Manheim et de Frankenthal et passa l'hiver à Strasbourg.
Le 29 mars 1689 il se trouve, avec le régiment de Navarre, à l'attaque infructueuse d'Oberkirch. Après cette affaire, le régiment entra dans Landau pour en réparer les fortifications. Le 1er bataillon seul prit quelque part aux manoeuvres du maréchal de Duras, pendant cette campagne et la suivante .
En 1691, « Royal-Vaisseaux » est appelé, à l'armée de Flandre. Il y débute par le siège de Mons durant lequel ses grenadiers se couvrent de gloire, le 6 avril, à l'attaque de l'ouvrage à cornes. Le régiment achève la campagne avec le maréchal de Luxembourg et prend ses quartiers à Beveren. 
En 1692, le régiment est porté à 3 bataillons. Il est au siège de Namur durant lequel, lors de l'attaque du château, le 7 juin, il déloge l'ennemi des hauteurs voisines. Les grenadiers du régiment se signalent encore à la prise du fort de la Cassotte, du chemin couvert et à l'assaut du fort Guillaume. A la bataille de Steinkerque, le « régiment Royal-Vaisseaux » perd 8 officiers et 135 hommes  et le nombre des blessés s'élève à 406, dont 52 officiers. Le régiment va ensuite se reposer dans les cantonnements d'Ath. 
Il commence la campagne de 1693 devant Charleroi. Après ce siège, il retourne à l'armée d'Allemagne et il sert sur cette frontière jusqu'à la paix de Ryswick sans autre incident que celui- ci le 12 juillet 1697, ou 100 grenadiers sauvent un détachement de cavalerie envoyé en fourrage à Steinbach, à une lieue de Bade

#### Guerre de Succession d'Espagne
En 1701, au début de la guerre de Succession d'Espagne, le « régiment Royal-Vaisseaux » fait d'abord partie de l'armée du Rhin. Il est bientôt dirigé sur l'Italie et se trouve au combat de Chiari. 
En janvier 1702, il entre dans Crémone, où le maréchal de Villeroy venait de se renfermer dans Crémone. Quoique récemment battu à Chiari, il ne parlait qu'avec un superbe dédain des généraux de l'Empereur, et annonçait qu'il allait leur faire danser le rigaudon pendant le carnaval. Le prince Eugène lui prépara un démenti des plus désagréables. Il gagna un prêtre nommé Cassoli, prévôt de l'église de Notre-Dame la Neuve, qui avait sa maison placée au- dessus d'un égout débouchant dans le fossé, et dont on avait négligé de griller l'entrée. Dans la nuit du 1er février, Eugène introduit par cet égout 400 hommes d'infanterie qui, pénétrant aussitôt dans la ville, surprennent les postes les plus voisins, les égorgent, s'emparent des portes Sainte-Marguerite, de Tous-les-Saints et du Pô, et donnent ainsi libre entrée à un gros corps d'infanterie et de cavalerie conduit par Eugène en personne. Tout cela s'exécute si rapidement et avec tant d'ordre que les Impériaux sont déjà maîtres de l'hôtel de ville et des principales places avant que Villeroy ait avis de leur invasion. Des soldats de « Royal-Vaisseaux » donnent la première alerte. Ce bataillon, bien que n'ayant pas plus de 200 hommes dans le rang, marche le premier, sous les ordres du colonel Hyacinthe de Montvalat chevalier d'Entragues, contre les cuirassiers de l'Empereur qui s'étaient mis en bataille sur la place Sabbatine. Une décharge du bataillon couche une partie des cuirassiers sur le carreau, et contraint le reste à se réfugier dans les rues. Cependant le bataillon, fusillé à bout portant par des tirailleurs embusqués dans les maisons, ne peut se maintenir sur cette place, il recule, emportant avec lui le colonel Hyacinthe de Montvalat chevalier d'Entragues blessé à mort. Pendant ce temps , la garnison avait pris les armes. Les soldats, logés dans tous les quartiers de la ville, se réunissaient par pelotons et accouraient à la fusillade. Ce fut un moment de confusion dans Crémone et sa nombreuse garnison allaient être perdues, quand le 1er bataillon du « régiment Royal des Vaisseaux », alla se porter au rempart pour attendre sur l'esplanade la jonction du reste de la garnison pour tenter ensemble un suprême effort. Après avoir suivi une ruelle étroite, enfilée par le feu de 300 hommes embusqués dans l'église Notre-Dame et dans la maison de Cassoli, il est rallié par quelques compagnies et poussé par le désespoir, le bataillon se précipite sur les deux postes. Les soldats qui les occupent, frappés d'une terreur subite, se rendent, et ce premier succès change la face des affaires. Les portes de Tous-les-Saints et de Sainte-Marguerite sont réoccupées et se ferment devant les renforts que pouvaient attendre les Impériaux. Cette précaution prise, les Français s'élancent dans la Grande-Rue sur les cuirassiers. Après la mort de leur chef, les cuirassiers démoralisés tournent bride et s'enfuient sous une grêle de balles. Les autres corps de la garnison obtiennent, sur d'autres points, le même succès, et le prince Eugène est forcé d'évacuer Crémone après en avoir été presque le maître pendant douze heures. « J'ai manqué mon coup d'un quart d'heure », disait-il en se retirant. Les Impériaux avaient perdu 2 000 hommes dans cette échauffourée, et les Français la moitié de ce nombre. « Royal-Vaisseaux » avait, lui seul, 60 officiers tués ou blessés parmi les morts étaient le colonel Hyacinthe de Montvalat chevalier d'Entragues. Le maréchal de Villeroy, éveillé par le bruit de la mousqueterie et sorti de chez lui pour voir ce qui se passait, était tombé au milieu des Allemands au détour de la première rue. Un officier du régiment de Raggin, jugeant à l'habit que c'était un personnage, l'arrêta et le fit mettre en sûreté. On fit à ce propos, le quatrain suivant, qui se chanta longtemps dans l'armée et surtout dans « Royal-Vaisseaux » : « Palsambleu la nouvelle est bonne, Et notre bonheur sans égal : Nous avons recouvré Crémone Et perdu notre général ».

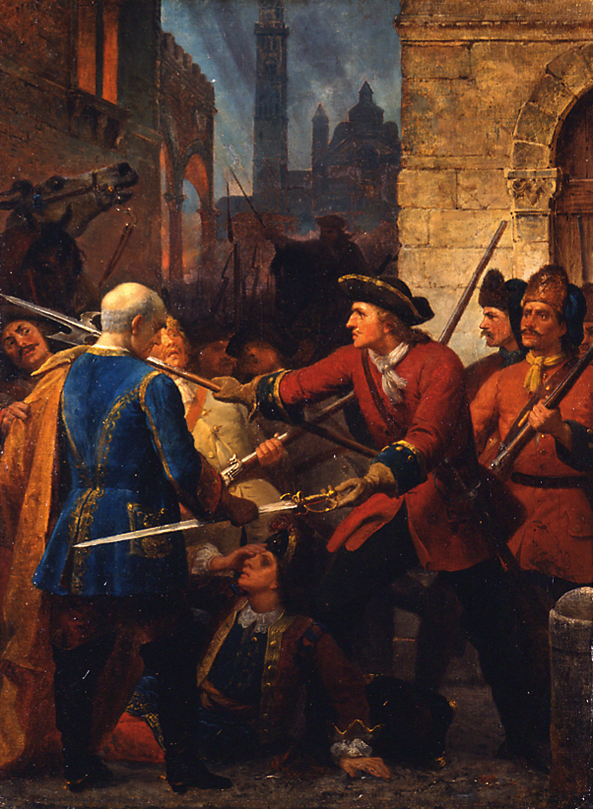
Le maréchal de Villeroy (de dos, en bleu) est fait prisonnier
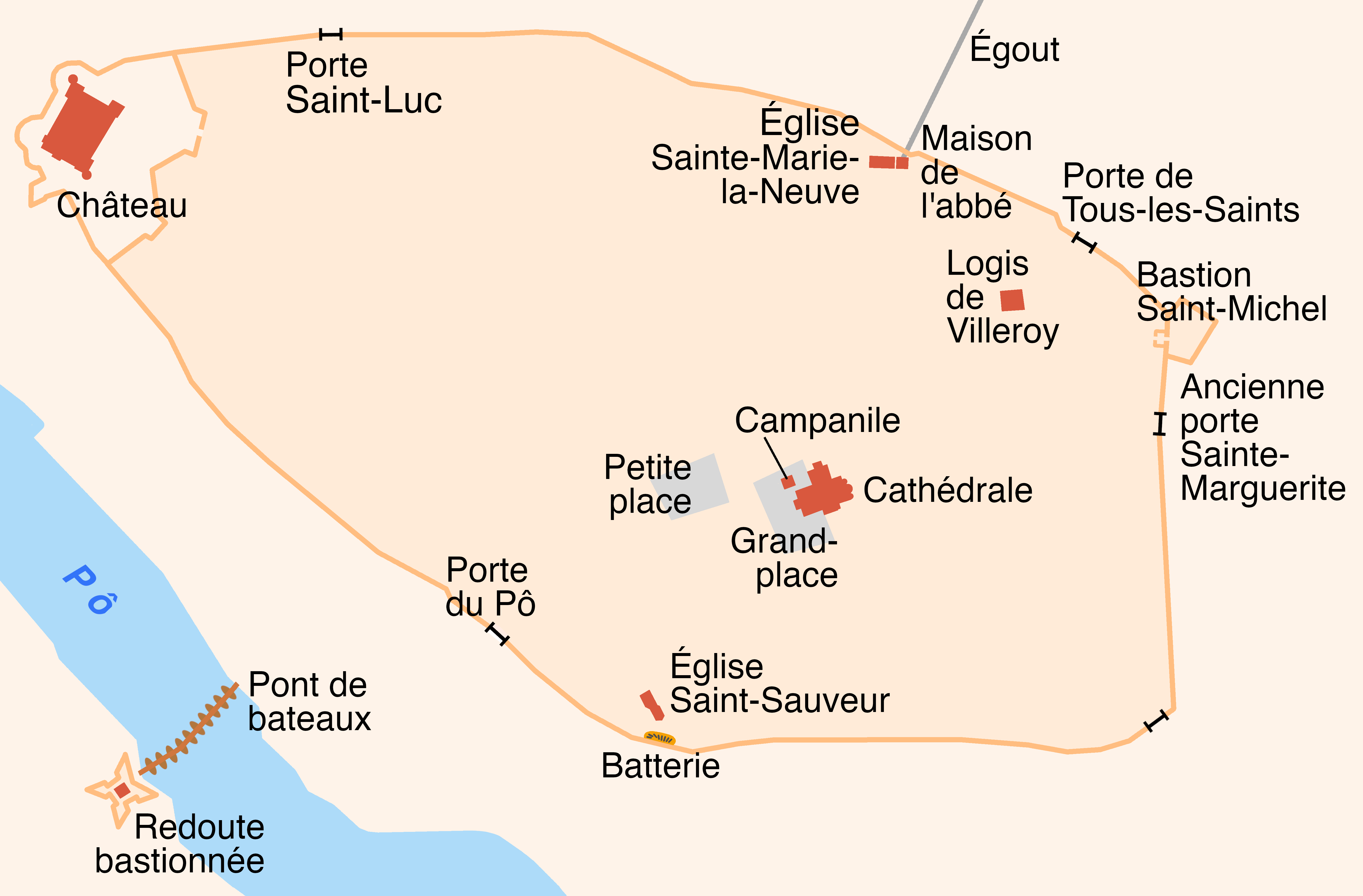
Lieux des principaux affrontements dans Crémone

Quelque temps après, le régiment combattait à Luzzara. Placé à la droite du régiment de Piémont, il partagea la gloire de ce vieux corps. Son nouveau colonel, Isaac Charles de La Rochefoucaud, comte de Montendre, qui avait été blessé à Crémone, y est tué.
En 1703, le « régiment Royal-Vaisseaux » contribue à la défaite de l'arrière-garde de Starhemberg à Stradella et à la victoire de Castelnuovo de Bormia. Il suit le duc de Vendôme dans le Trentin, assiste à la prise de Brescello, de Nago et d'Arco, et au combat de San-Sebastiano. 
Après avoir passé l'hiver dans le Montferrat, il sert aux sièges d'Asti, d'Ivrée, de Verceil et de Verrue. Le 26 décembre 1704, les grenadiers, ayant à leur tête le colonel Louis de Régnier, marquis de Guerchy, contribuent puissamment à la déroute d'un corps de 3 000 hommes sorti de Verrue. 
En 1705, après la prise de cette place, le régiment fait le siège de Chivasso, combat à Cassano et participe à la prise de Soncino. 
En 1706, il se trouve à la bataille de Calcinato et au siège de Turin, durant lequel un de ses bataillons y repoussa vigoureusement une sortie.
Pendant la funeste bataille du 7 septembre, le régiment Royal-Vaisseaux était chargé de la garde d'un pont dont la conservation assura la retraite des débris de l'armée.
Envoyé, en 1707, à l'armée d'Espagne, « Royal-Vaisseaux » était à la bataille d'Almansa. Il fit ensuite le siège de Lérida, et, le 20 septembre, il ouvrit la tranchée devant Ciudad-Rodrigo. 
En 1708, un bataillon rentra en France et fut envoyé à Lille , qu'il défendit pendant le mémorable siège soutenu par le maréchal de Boufflers. Les deux autres bataillons restèrent en Espagne et firent le siège de Tortose. 
A la fin de 1709, le régiment était réuni en Flandre. 
En 1711, il se trouve au combat d'Arleux
Durant la bataille de Denain en 1712, après une lutte sanglante, il emporte une redoute défendue par des grenadiers anglais. Le régiment fit encore cette année le siège de Douai, où ses grenadiers se signalèrent à la prise du chemin couvert et de ceux du Quesnoy et de Bouchain.
En 1713, il se rendit sur le Rhin, couvrit les opérations du siège de Landau et monta quelques gardes à celui de Fribourg. 
En 1714, après la paix, le 3e bataillon est licencié, et les deux premiers bataillons furent renforcés par les hommes de ce bataillon.
Le 30 juillet 1715 le régiment incorpore une partie du régiment de Vallouze. 

#### Guerre de la Quadruple-Alliance
Le « régiment Royal-Vaisseaux » fait la campagne en 1719 sur les Pyrénées. Il assiste aux sièges de Fontarabie, Saint-Sébastien, Seu d'Urgell (ca) et Roses (ca).

#### Guerre de Succession de Pologne

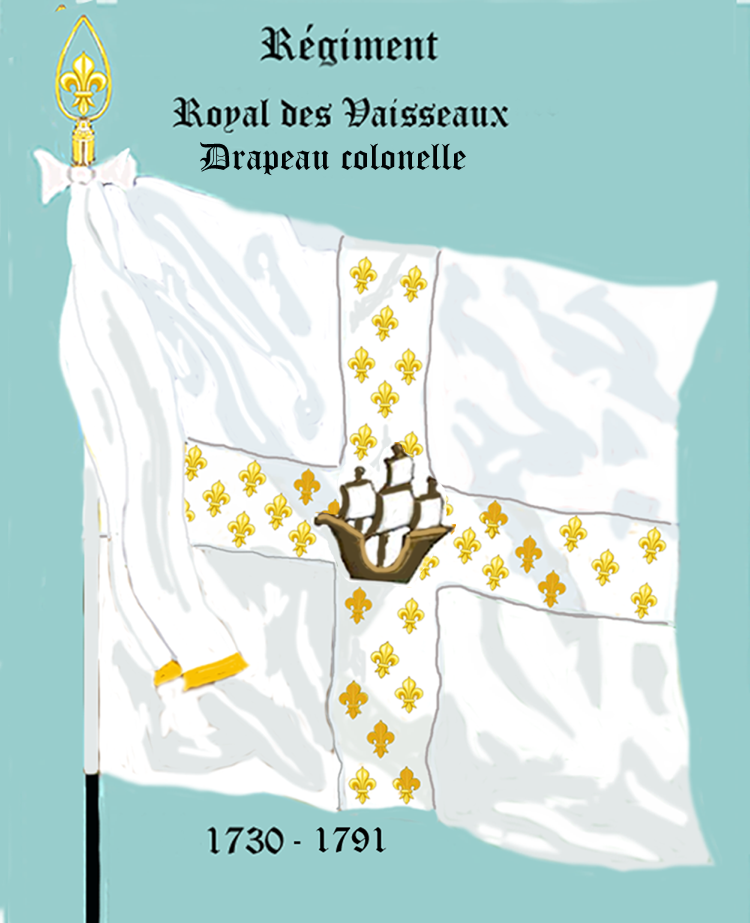
drapeau colonel de 1730 à 1791
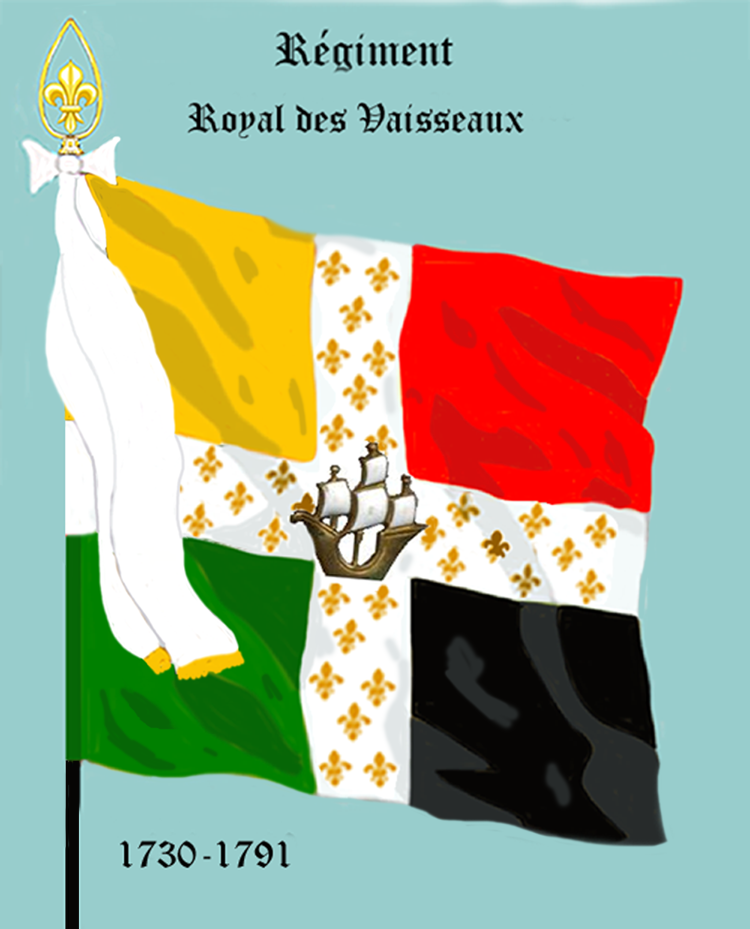
de 1730 à 1791
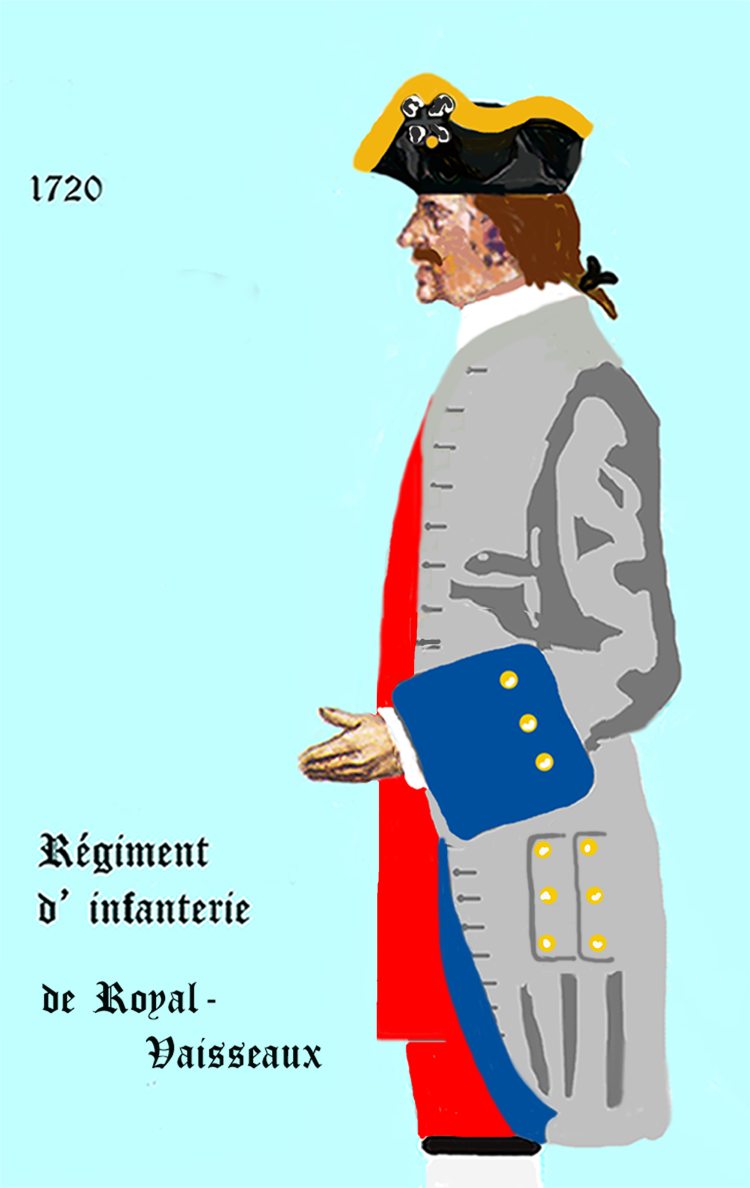
de 1720 à 1734
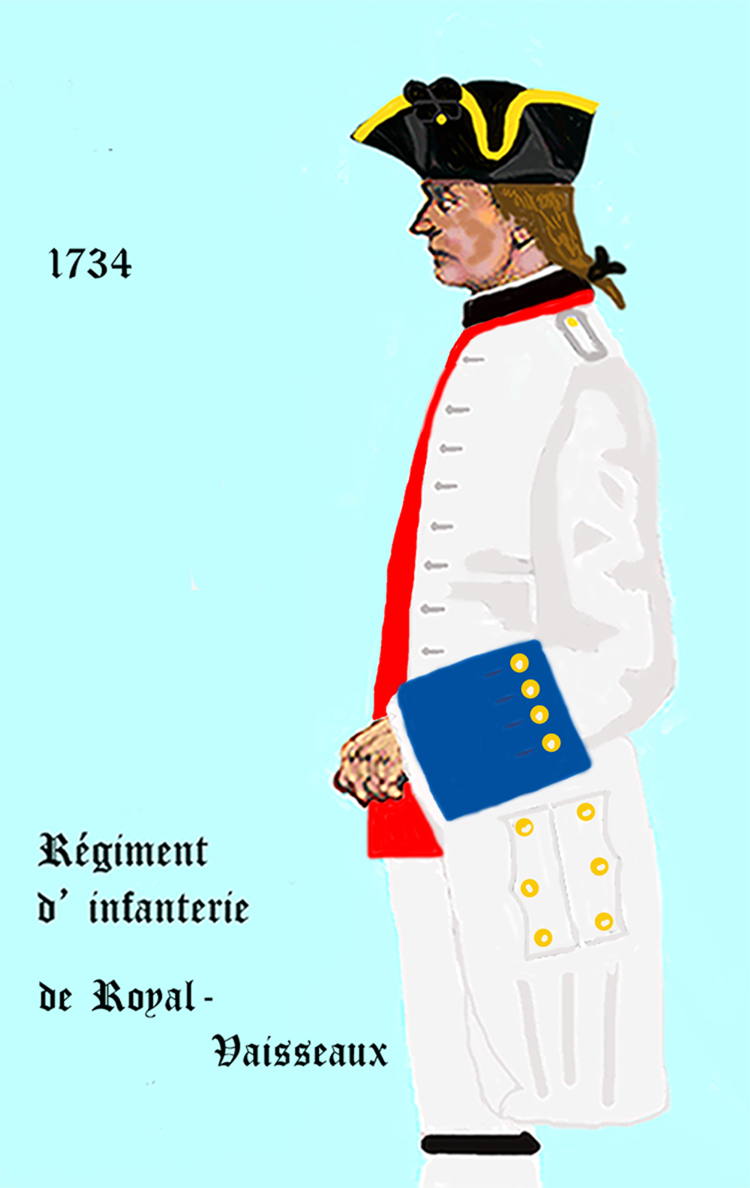
de 1734 à 1757

En 1734, dans le cadre de la  guerre de Succession de Pologne, le régiment est établi à 3 bataillons, et est dirigé sur l'armée du Rhin. Il prend part à l'attaque des lignes d'Ettlingen et au siège de Philrippsbourg. 
En 1735, il combat à clausen, où le colonel Pierre Aimé de Guiffrey, comte de Marcieu est blessé, et il achève la campagne au camp de Rouver, entre Trèves et Sarrebruck, avec le régiment de La Marine. En rentrant en France, il alla occuper la garnison de Saint-Omer.

#### Guerre de Succession d'Autriche
Le « régiment Royal-Vaisseaux » était à Metz, en 1741, quand il reçut l'ordre de se rendre sur le Rhin pour participer à la guerre de Succession d'Autriche. Il franchit le fleuve, 21 août, au Fort-Louis, et se dirigea sur la Bavière. L'armée, assemblée à Donauworth, fit une pointe jusqu'aux portes de Vienne. Après cette course, le régiment fut placé à Ems, où il eut souvent à lutter contre les troupes légères autrichiennes. Le 9 décembre, un parti de hussards s'empara d'un faubourg situé de l'autre côté de la rivière, et auquel devait aboutir le pont que les Français rétablissaient. De ce poste, les hussards contrariaient la continuation du travail : 2 compagnies de grenadiers de « Royal-Vaisseaux » reçurent l'ordre de les chasser de ce faubourg. Après s'être embarquer sur des bateaux, une centaine de fusiliers, se plaçait à l'entrée du pont du côté de la ville, et ouvrait un feu très-vif sur les maisons où l'ennemi se trouvait embusqué. A la faveur de cette diversion, les grenadiers, quoique leurs bateaux se fussent engravés, touchèrent bord sur l'autre rive et mirent en déroute les hussards.
Après l'affaire de Galinkirchen, « Royal-Vaisseaux », forcé d'évacuer Ems, se replia sur Linz où , en janvier 1742, il  défendit la ville avant de subir la capitulation imposée au comte de Ségur. Rentré en France sous la condition de ne point servir pendant un an, il resta en garnison à Sarrelouis et à Strasbourg jusqu'en
1743. Il fit alors partie du corps de 12 bataillons qui se rendit à Donauworth au-devant de l'armée de Bavière. Il campa d'abord entre Kelheim et Ratisbonne, et, quand le maréchal de Broglie décida son mouvement de retraite, il marcha à l'avant-garde et vint achever la campagne à Spire il travailla pendant quelque temps à la réparation des lignes de la Lauter et eut ses quartiers d'hiver à Metz.
En 1744 il se rendit à l'armée de Flandre, fit partie du camp de Courtrai et fut placé pendant l'hiver à Ypres, qu'il quitta en avril 1745 pour faire le siège de Tournai. La bataille de Fontenoy, épisode de ce siège, fut un jour de gloire pour le « régiment Royal-Vaisseaux ». Il était placé à l'aile gauche, près du village de Ramecroix, avec le régiment de Normandie et la brigade irlandaise. Quand les Gardes françaises engagèrent
l'action, il vint se mettre derrière leurs bataillons, et , après leur retraite, il s'élança seul trois fois contre la colonne anglaise. Trois fois il fut repoussé, mais autant de fois il se rallia sans désordre autour de son chef, Claude Louis François de Régnier, comte de Guerchy, et arrêta la marche des Anglais. Dans ce moment critique, le maréchal de Saxe, voyant un corps dont les rangs s'éclaircissaient à chaque seconde, sans qu'il parût vouloir céder un pouce de terrain, demanda son nom et s'écria : « Voilà qui est admirable ! comment peut-il se faire que de telles troupes ne soient pas victorieuses ? » Sur la fin de la journée, le maréchal se souvint de « Royal-Vaisseaux » et il le lança encore une fois avec le régiment de Normandie et les Irlandais sur le flanc droit de l'ennemi. Dans cette bataille, le régiment a laissé dans les champs de Fontenoy 7 capitaines et 10 lieutenants, le lieutenant-colonel fut gravement blessé, 33 autres officiers furent également blessés et un tiers des soldats fut mis hors de combat. Le colonel Claude Louis François de Régnier, comte de Guerchy, qui avait eu un cheval tué sous lui, obtint le régiment du Roi en récompense. Revenu devant Tournai, le régiment se distingua au siège de la citadelle et fourni des détachements pour les sièges d'Audenarde et de Termonde et pris ses quartiers d'hiver à Gand. 
En 1746, il prit part aux opérations du siège de Bruxelles, où fut tué le chevalier d'Aubeterre, son nouveau colonel-lieutenant. Après un court séjour à Bruxelles, « Royal-Vaisseaux » se rendit à Louvain avant de se trouver au combat de Quircon puis de couvrir les sièges d'Anvers,
de Mons, de Charleroi et de Namur, et combattit avec valeureusement à Raucoux, à l'attaque des vergers de ce village.
En 1747, le régiment, qui était allé passer l'hiver à Falaise pour la défense éventuelle de cette partie des côtes de Normandie, rejoignit l'armée à Malines, le 28 mai, et prit une part brillante au succès de la journée de Lauffeld, en repoussant de ce village, avec les Irlandais, les troupes du duc de Cumberland. Dans cette charge terrible contre l'élite des soldats de l'Angleterre, le régiment perdit encore son colonel-lieutenant, Louis Henri Bouchard d'Esparbès de Lussan, comte d'Aubeterre-La-Serre ainsi que  un major, 12 capitaines, et 12 lieutenants. Malgré ses pertes, le « régiment Royal-Vaisseaux » de faire le siège de Berg-op -Zoom. Il quitta l'armée du roi le 8 juillet et joignit le comte de Lowendhal à Malines. Il avait, avec le régiment de Beauvoisis, la tête de l'assaut le jour où la place fut emportée. Ces deux régiments franchirent la brèche en un clin d'oeil, refoulèrent les assiégés dans les rues, et, rencontrant sur la place d'armes les régiments hollandais de Rechteren et de Collier, ils les chargèrent à la baïonnette et les anéantirent. Sortant ensuite par la porte du port, « Royal-Vaisseaux » se présente devant le fort de Zend, qui se rendit. Le régiment quitta Berg-op-Zoom le 25 septembre pour se rendre au camp de Kapellen. Il termina cette guerre par le siège de Maëstricht. Il avait été porté à 4 bataillons le 1er juillet 1747 : le 4e bataillon fut réformé le 1er septembre 1748, et le 3e bataillon le 15 janvier 1749, à Saint-Omer.
Pendant les années suivantes, le « régiment Royal-Vaisseaux » occupe Aire, Lille et Cambrai il fait partie, en 1753, du camp de Mézières, après lequel il est mis en garnison à Condé et au Quesnoy. 

#### Guerre de Sept Ans
En 1756, au début de la guerre de Sept Ans, il est au camp de Granville. 50 hommes détachés aux îles Chausey y sont attaqués, le 19 juillet, par une escadre anglaise. N'ayant pour toute défense qu'une espèce de fortin à peine ébauché et un vieux canon de fonte, le peloton se servit si à propos de l'un et de l'autre, qu'il persuada aux Anglais qu'il était en état de tenir. Ils lui accordèrent les honneurs de la guerre et ramenèrent le détachement sur le continent. Le « régiment Royal-Vaisseaux » passa cet hiver à Coutances et Bayeux.
En 1757, il se rendit sur les côtes de la Saintonge. 
En 1758, il était en Bretagne, et quelques compagnies se trouvèrent, le 11 septembre, à la bataille de Saint-Cast. Le régiment occupa ensuite successivement Dinan, Niort, La Rochelle et Bayonne.
En 1762, il fait partie du corps auxiliaire envoyé au roi d'Espagne, Charles III pour agir en Portugal.

#### Période de paix

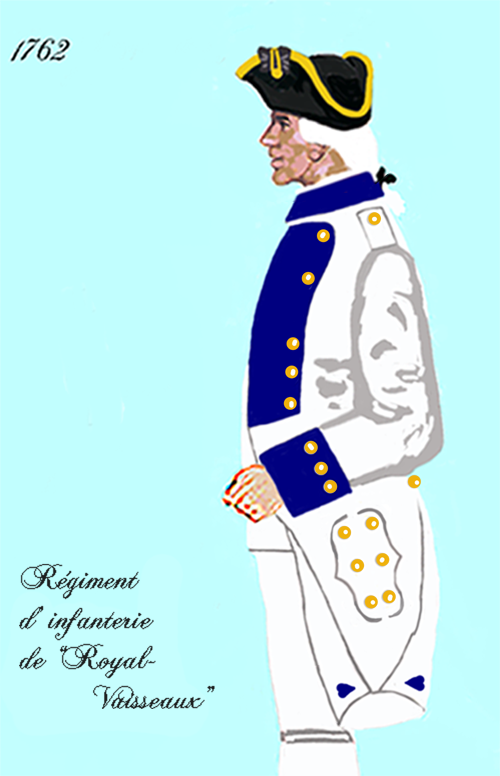
de 1762 à 1776
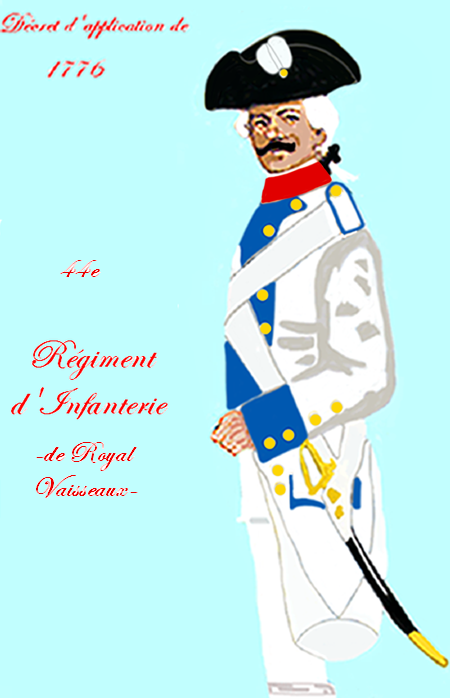
de 1776 à 1779
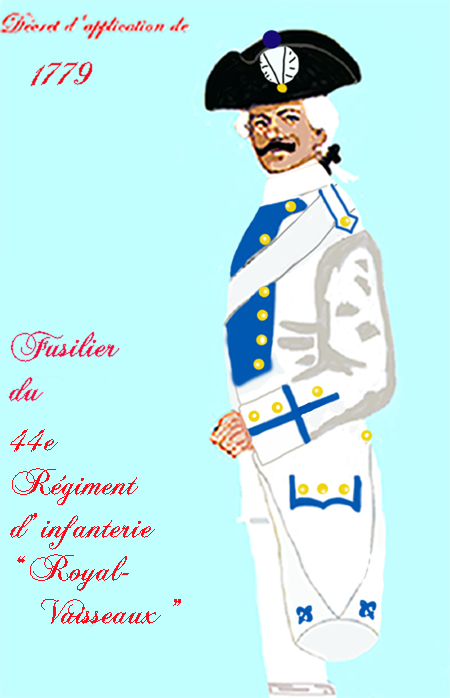
de 1779 à 1791

Lors de la réorganisation des corps d'infanterie français de 1762, le régiment conserve ses deux bataillons.
L'ordonnance arrête également l'habillement et l'équipement du régiment comme suit
Habit, veste et  culotte blancs, parements, collet et revers bleus, doubles poches en long garnies de trois boutons chacune, quatre boutons au revers, quatre en dessous, autant sur la manche et boutons jaunes et plats, avec le no 26. Chapeau bordé d'or.
Rentré en France au début de 1763, il est mis en garnison à Mont-Louis et Villefranche-de-Conflent, d'où il passe à Toulouse en mai 1763, à Douai en avril 1764, à Maubeuge en septembre 1764 et à Lille en août 1766. 
En juin 1767, il est appelé au camp de Compiègne, et, à la séparation des troupes, il se rend à Mézières.
Au mois de mai 1770, la crainte de nouvelles hostilités avec l'Angleterre l'envoie à Valognes. 
Le 2e bataillon va s'embarquer au Havre le 6 janvier 1771 pour passer aux Antilles, tandis que le 1er bataillon se rend à Saint-Servan, d'où il rejoint par voie maritime Brest à la fin de juillet. 
Le 2e bataillon était de retour au Havre le 11 décembre 1771 d'où il se rendit à Alençon en janvier 1772, et tout le régiment était réuni à Maubeuge le 12 mai. Quelques détachements du régiment qui étaient restés aux Antilles permettent la formation, le 18 août 1772, du régiment de la Martinique et du régiment de la Guadeloupe. Le régiment passe ensuite à La Rochelle en octobre 1773, à Bazas en juin 1775, à Dax et Saint-Sever en janvier 1776 et à Bayonne en septembre. 

En juin 1777, le 1er bataillon est au Château-Trompette et le 2e bataillon à Blaye. Ils ont parcouru, ensuite, les cantonnements de Marennes et Libourne, Alençon, Fougères, Antrain, Tours et Saintes. 
En novembre 1780, le 1er bataillon allait à Maubeuge et au Quesnoy. 
En septembre 1781, ils échangèrent ces garnisons contre celles de Lille et de Douai. 
En octobre 1783, le régiment fut réuni à Calais, puis il était en garnison à Saint-Omer en octobre 1784, à Aix en septembre 1786 , à Saint-Venant, Béthune et Arras en octobre 1787, à Saint-Omer en mars 1788 et à Lille en décembre 1789.

#### Révolution française
Ce fut à Lille que le « régiment Royal-Vaisseaux » subit le contre-coup de la Révolution. La garnison de Lille comprenait avec lui les régiments d'infanterie du Colonel-Général et de La Couronne, et le régiment des Chasseurs à cheval de Normandie. Les soldats de l'infanterie et ceux de la cavalerie n'appréciant pas de la même façon les événements, il en résulta des querelles très graves et des duels qui dégénérèrent en guerre ouverte entre les corps. Le ministre donna tort à « Royal-Vaisseaux » et La Couronne, et leur envoya l'ordre de quitter Lille. Les grands citoyens qui tenaient alors le haut du pavé dans la pacifique et laborieuse ville de Lille s'opposèrent à l'exécution de cet
ordre et déclarèrent fièrement qu'ils entendaient, soit que personne ne partît, soit que les quatre régiments quittassent en même temps leur cité. Satisfaction leur fut donnée : les quatre régiments partirent. « Royal-Vaisseaux » se mit en route pour Mézières, d'où il se rendit au mois de juin à Strasbourg. 

### 43erégiment d'infanterie de ligneci-devant Royal des Vaisseaux

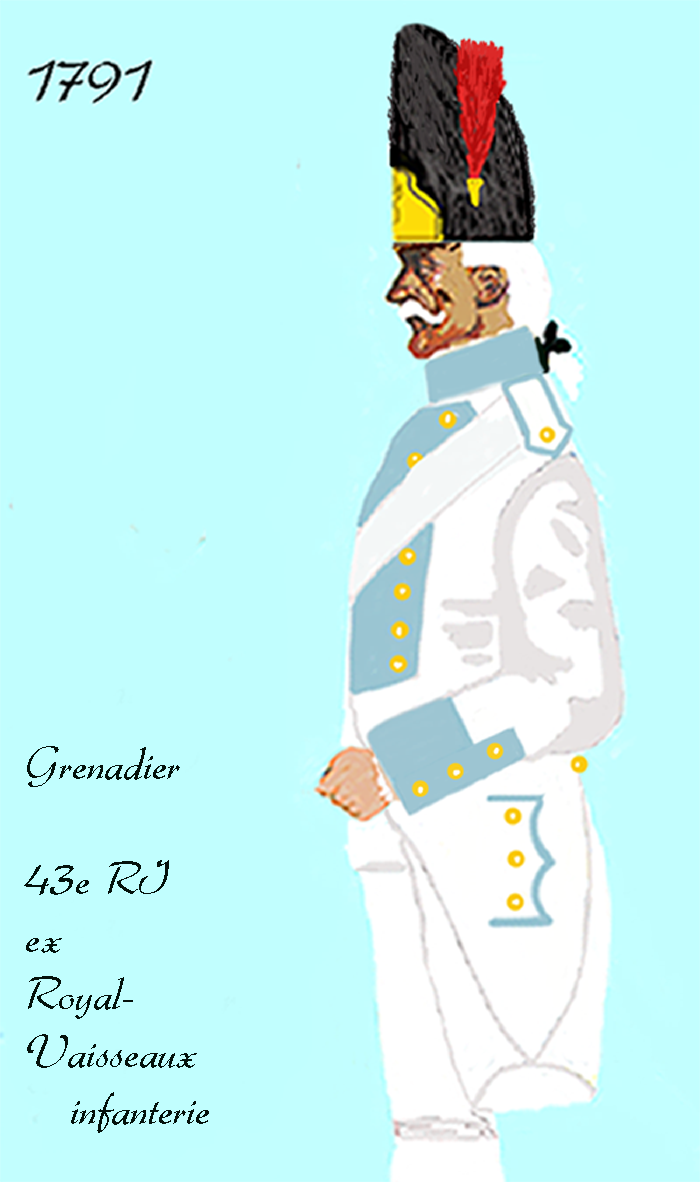
grenadier de 1791 à 1794

#### Révolution française
L'ordonnance du 1er janvier 1791 fait disparaître les diverses dénominations, et les corps d'infanterie ne sont désormais plus désignés que par le numéro du rang qu'ils occupaient entre eux. Ainsi, 101 régiments sont renommés. Les régiments sont toutefois largement désignés avec le terme ci-devant, comme 43e régiment d'infanterie ci-devant Royal des Vaisseaux.

En janvier 1791, un ordre de du général Bouillé l'appela à Verdun, et il était placé à Sedan lorsque le roi s'échappa de Paris. 
Pendant l'année qui s'écoula avant le commencement des hostilités, « 43e régiment d'infanterie de ligne ci-devant Royal-Vaisseaux » travailla avec ardeur à mettre la place de Sedan en état de défense. 

#### Guerres de la Révolution
En mai 1792, dans le cadre des guerres de la Révolution le 2e bataillon fut envoyé à Givet et le 1er bataillon fit partie de l'armée des Ardennes, commandée par le général La Fayette. Ce fut le colonel Anselme de Sicard qui vint annoncer au ministre de la guerre, Joseph Servan, que ce général avait quitté le camp de Sedan dans la nuit du 19 au 20 août. C'était à ce même officier que La Fayette avait confié la garde des trois députés de la Convention nationale  qu'il avait fait arrêter (Kersaint, Antonelle, Peraldi).
- Le 1er bataillon s'est trouvé à la bataille de Jemmapes et a été mis en garnison à Namur. Après le revers de Neerwinden, il rétrograda sur Charlemont puis sur Valenciennes. Il contribua à la défense de Valenciennes, se retira à Laon après la capitulation et fut envoyé dans la Vendée. Le 16 avril 1794, ce bataillon est entré dans la formation de la 85e demi-brigade de première formation.
- Le 2e bataillon servit, en 1793, à l'armée des Ardennes, et fut versé, au début de 1794, dans la 86e demi-brigade de première formation.

Ainsi disparaît pour toujours le 43e régiment d'infanterie ci-devant Royal des Vaisseaux, partageant le sort de tous ces vieux régiments qui depuis deux siècles avaient défendu si intrépidement la patrie contre toutes les coalitions.

## Personnalités ayant servi au régiment
- Jean Antoine Bonnot , lieutenant , au siège de Mons .